# István Türr
István Türr (né à Baja en Hongrie, le 10 août 1825 et mort à Budapest, le 3 mai 1908), connu sous le nom d'Étienne Türr en français, est un militaire et un ingénieur hongrois du XIXe siècle. Avec Béla Gerster, il étudia le projet du canal de Corinthe et conçut le grand plan hongrois de l'eau.
Il existe un musée István Türr à Baja, en Hongrie.

## Biographie

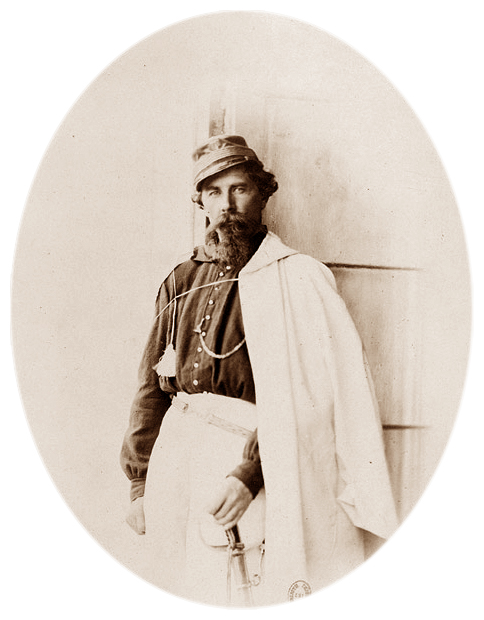
Le général István Türr, à Palerme, juillet 1860, par Gustave Le Gray.

István Türr est ingénieur militaire dans l'armée hongroise lorsque commence la révolution de 1848-1849. Il sert durant les premiers combats contre les piémontais puis se range à leur côtés contre l'Autriche en 1849. Émigré en Italie après l'échec de celle-ci. Il participe à la campagne de Crimée de 1855 dans la légion Anglo-turque. Il devient ensuite l'un des principaux chefs militaires de la révolution de Garibaldi et prend part à l'expédition des Mille, organisée par ce dernier pour conquérir le royaume des Deux-Siciles. Il est nommé général par Garibaldi.
En 1861, il est nommé gouverneur de Naples. Le 1er septembre 1861, il s'est marié avec Adeline Bonaparte-Wyse, fille de Lætitia Bonaparte et de  John Hodgson Studholme (1803-1890), officier de l'armée britannique, avec qui elle partageait sa vie. Néanmoins, le mari le  Lætitia Bonaparte, Thomas Wyse a exigé que les trois enfants qu'elle a eu avec Studholme portent son nom.

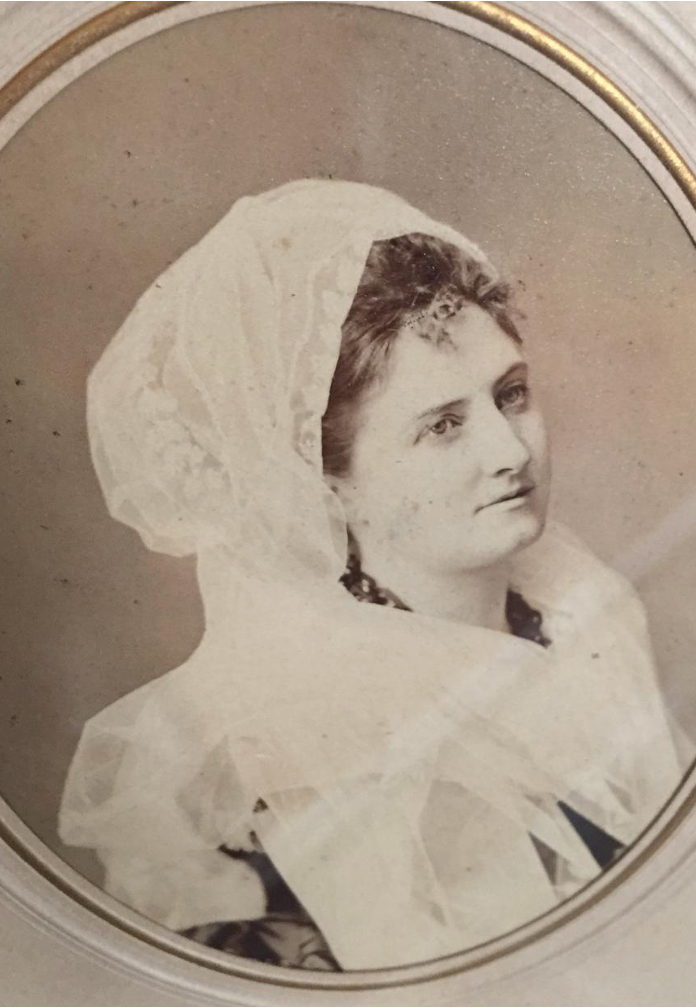
Photographie d'Adeline Bonaparte exposée au musée Istvan Türr de Baja (Hongrie).

Amnistié en 1867, il revient en Hongrie, où, fort de son expérience internationale, il est chargé d'élaborer le plan des canaux de navigation entre le Danube et la Tisza.
Il s'est intéressé à la construction d'un canal dans l'isthme de Panama. En juin 1876, avec Antoine (ou Arnaud) de Gorgonza, un négociant français, il a obtenu une première concession pour la construction d'un canal dans la province de Nouvelle-Grenade du gouvernement des États-Unis de Colombie. Pour trouver des fonds pour financer une expédition de recherche de l'isthme de Darien est créé le 19 août 1876 la « Société civile internationale du Canal interocéanique par l'isthme du Darien » qu'il préside. Elle compte parmi ses membres Ferdinand de Lesseps et Lucien Napoléon Bonaparte-Wyse, son beau-frère. Dans l'article 4 de son règlement, il est précisé que Ferdinand de Lesseps serait le président de son conseil d'administration à l'issue du congrès des sociétés de géographie, en octobre 1876. De 1876 à 1879, Lucien Napoléon Bonaparte-Wyse dirige la Commission scientifique pour l'exploration de l'isthme composée d'une équipe d'ingénieurs pour explorer les différentes routes possibles pour le futur percement du canal de Panamá. En 1878 cette société a obtenu du gouvernement colombien le contrat de concession pour le percement du canal interocéanique de Panama, dite « concession Wyse », qu'elle a revendue en 1880 à la Compagnie universelle du canal interocéanique de Panama.
Il est, par ailleurs chargé des négociations qui aboutirent à la construction du canal de Corinthe.
Franc-maçon, membre de la loge « Dante Alighieri » de Turin et grand maître du Grand Orient de Hongrie en exil, dont Louis Kossuth fut grand maître d'honneur.

## Publication
- Étienne Türr, Le Congrès européen à Vienne, Imprimerie Vallée, Paris, 1864 (lire en ligne)